# Федериго (король Неаполя)
Федерико II , также известный как Федерико I и Федерико IV (итал. Federico I di Napoli; 9 апреля 1452 — 9 ноября 1504, Плесси-ле-Тур, Франция) — король Неаполя в 1496—1501 годах из династии Трастамара (в Неаполе называемой обычно Арагонской).

## Биография
Сын Фердинанда I, короля Неаполя в 1458—1494 годах, и Изабеллы Киарамонте. Наследовал своему бездетному племяннику Фердинанду II в 1496 году. Получив власть в государстве, ослабленном внутренними смутами и внешними войнами, Федерико старался восстановить внутренний мир в Неаполе. Прежде всего, новый король объявил всеобщую амнистию, затем примирился с папой Александром VI, верховным сувереном Неаполя, и был признан им королём.
Федерико, в отличие от своих брата и племянника, был высоко образованным человеком, заботился о развитии торговли, ремесел и об экономическом процветании королевства. Но этому единственному благоразумному из преемников Альфонса V не удалось сохранить свою корону.
Новый французский король Людовик XII, унаследовав от Карла VIII вместе с короной Франции и претензии на Неаполь, начал подготовку к походу в Южную Италию. В 1500 году Людовик XII заключил с Фердинандом II Арагонским тайный договор о совместном завоевании Неаполя. Одновременно Фердинанд II Арагонский лицемерно обещал помочь Федерико армией и флотом в войне с французами.
Федериго, надеясь на испанскую помощь, летом 1501 года был готов во главе армии противостоять французам. Узнав о том, что армия и флот Фердинанда II Арагонского прибыли для содействия французам, а не Неаполю, Федериго понял, что у него нет шансов противостоять двум мощным противникам. Король бежал из Неаполя на Искью, а затем сдался Людовику XII. Остаток жизни Федериго провел в почетном плену во Франции.
С поражением Федериго прервалась более чем на два столетия история независимого Неаполитанского королевства. Территория страны была разделена между Францией и Испанией. В 1503 году победители вступили в войну друг с другом, в ноябре-декабре 1503 года французы потерпели поражение при Гарильяно. В марте 1504 года по мирному договору вся территория Неаполитанского королевства перешла к Фердинанду II Арагонскому, который в Неаполе стал королём под именем Фердинанда III.

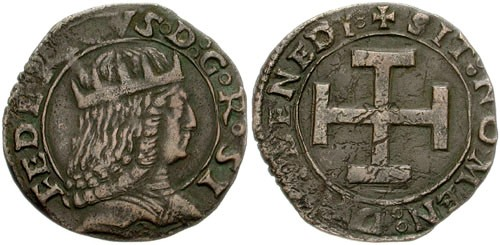
Монета Федерико